# Кардинал-довбоніс коста-риканський
Кардинал-довбоніс коста-риканський (Pheucticus tibialis) — вид горобцеподібних птахів родини кардиналових (Cardinalidae).

## Поширення
Вид поширений у Коста-Риці та на заході Панами. Мешкає у гірських вологих лісах. Трапляється на висоті від 1000 до 2600 метрів над рівнем моря.

## Опис
Птах завдовжки 20 см, вагою 70 г. Має товстий сірий дзьоб. Самець має жовту голову, круп і нижню частину тіла, чорну спину з оливковим краєм і чорні крила, стегна і хвіст. На маховому пір'ї є біла пляма. Самиця блідіша з оливковою спиною і меншою білою плямою на крилах.

## Спосіб життя
Харчується переважно фруктами, ягодами та насінням. Чашеподібне гніздо будує із засохлої трави, коріння та листя на невеликому дереві або серед ліан. У період з березня по травень самиця відкладає два блідо-блакитних яйця з бурими плямами.